# جيما تشان
جيما تشان (بالإنجليزية: Gemma Chan)‏ هي عارضة وممثلة بريطانية، ولدت في 29 نوفمبر 1982 بلندن في المملكة المتحدة. بدأت مشوارها المهني سنة 2006.

## أعمال

### أفلام
- (2010) غواصة[5]
- (2013) المزدوج
- (2014)  الشبح المجند[6]
- (2017) ستراتون
- (2018) أغنياء آسيويون مجانين
- (2019) كابتن مارفل[7]

### مسلسلات
- بشر

## وصلات خارجية
- جيما تشان على موقع IMDb (الإنجليزية)
- جيما تشان على موقع روتن توميتوز (الإنجليزية)
- جيما تشان على موقع ألو سيني (الفرنسية)
- جيما تشان على موقع أول موفي (الإنجليزية)
- جيما تشان على موقع قاعدة بيانات الأفلام السويدية (السويدية)
- جيما تشان على موقع قاعدة بيانات الفيلم (الإنجليزية)
- جيما تشان على موقع كينوبويسك (الروسية)